# Kuznetskij Alatau

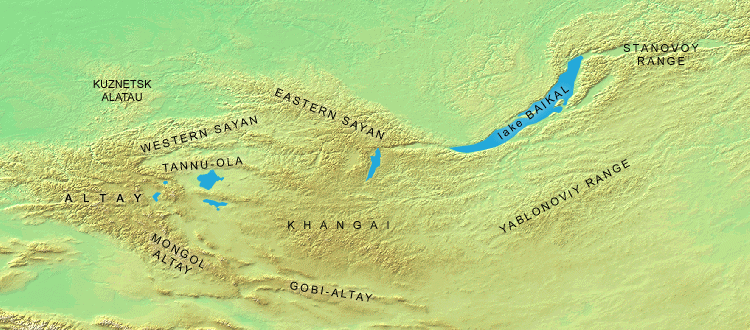
Kuznetskij Alataus läge i förhållande till Altaj.

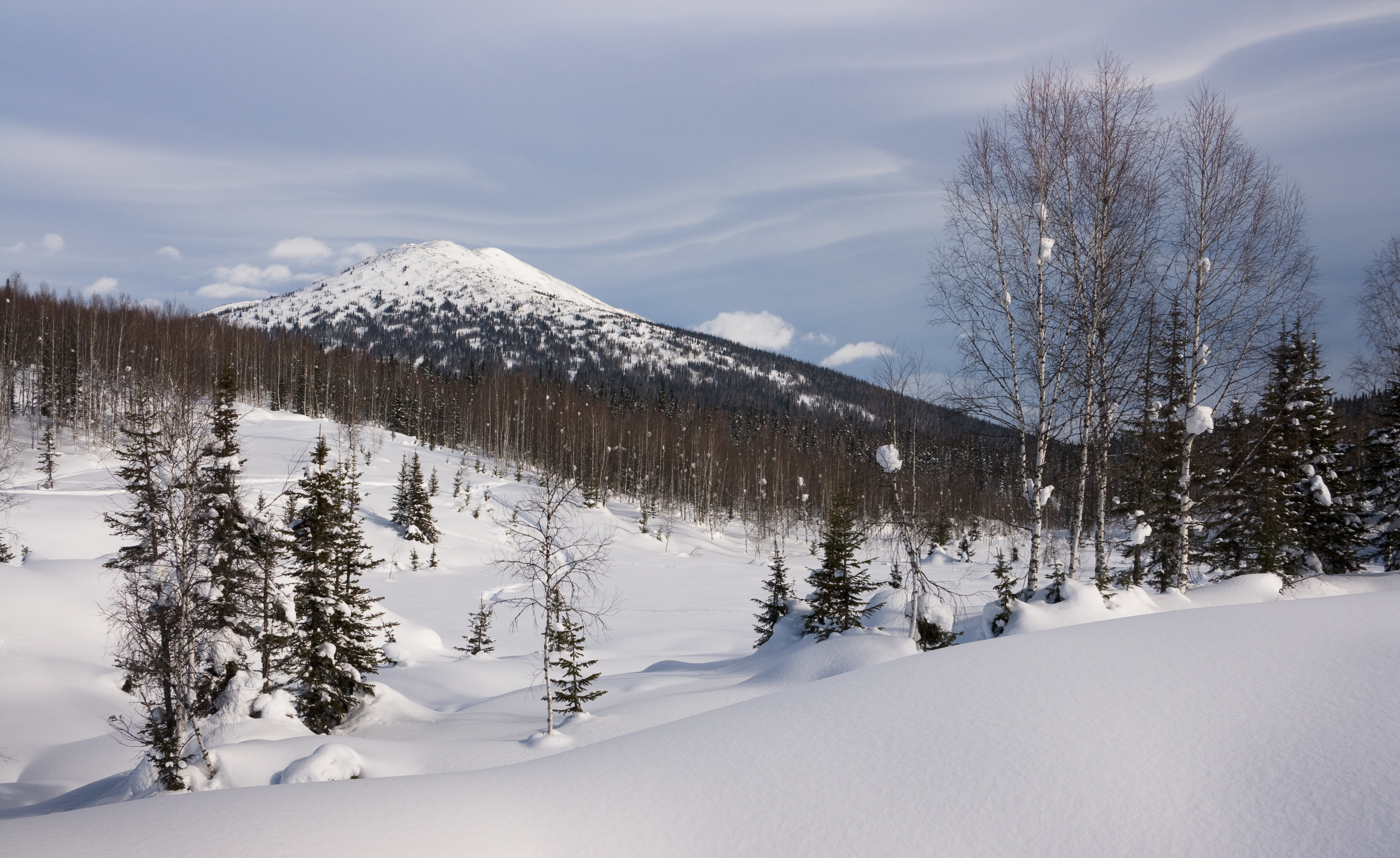
Landskap i Kuznetskij Alatau.

Kuznetskij Alatau (ryska: Кузнецкий Алатау) är en bergskedja i södra Sibirien i Ryssland. Den ligger på ett ungefär mellan floderna Tom i väst och Jenisejs dalgång i öst. Mot nord övergår bergen gradvis i Västsibiriska slätten. Den är omkring 300 km lång, med höjder upp till 2 211 meter. Kedjan är en del av de Sydsibiriska bergen och är en nordlig fortsättning på Abakanbergen. 
Den högsta punkten i Kusnetskij Alatau är en namnlös topp på 2 211 m ö.h. (några få kilometer öster om Verchnij Zub på 2 178 m ö.h., som tidigare antogs vara kedjans högsta berg). 
Bergen i kedjan är avrundade, med en relativt brant västsluttning och mer plan sluttning mot ost. Skogsbältet domineras av gran, men upp mot trädgränsen (1 300–1 900 m) tar pinjeträden över. Höglandet består av stora stenbumlingar och spridda bergsängar, och även fjälltundra på några av de sydliga massiven. 
Bergskedjan består huvudsakligen av metamorfa bergarter, med betydande förekomster av järn, mangan, nefelin och guld.